# Luigi Lavitrano
Luigi Lavitrano (Forio, isla de Ischia, Reino de Italia, 7 de marzo de 1874-Castel Gandolfo, Roma, 2 de agosto de 1950) fue un cardenal católico italiano. Fue prefecto de la Sagrada Congregación de Religiosos (1945-1950).

## Biografía
Nacido en Forio, en el seno de una familia pobre. Lavitrano perdió a toda su familia en un terremoto en 1883 que devastó la isla de Ischia. Estudió gracias a la ayuda de sacerdotes y religiosos en la Pontificia Universidad Urbaniana, el Pontificio Ateneo Romano S. Apollinar, la Real Universidad y el Pontificio Instituto Leonino de Roma. Fue ordenado sacerdote el 21 de marzo de 1898 y luego enseñó en el Instituto Leonino hasta 1910, cuando se convirtió en su rector. Fue elevado al rango de camarógrafo privado de Su Santidad con el título de monseñor, el 8 de marzo de 1904.
El 25 de mayo de 1914, Lavitrano fue nombrado obispo de Cava y Sarno por el Papa Pío X. Recibió su consagración episcopal el 21 de junio siguiente de manos del cardenal Basilio Pompili, con los obispos Giovanni Regine y Giovanni Scotti como co-consagradores. Lavitrano fue posteriormente nombrado arzobispo de Benevento el 16 de julio de 1924 y finalmente arzobispo de Palermo el 29 de septiembre de 1928, donde desarrolló una amplia labor humanitaria durante la Segunda Guerra Mundial. Además, se desempeñó como administrador apostólico de Castellammare di Stabia (1924-1925).
El Papa Pío XI lo creó Cardenal-Presbítero de San Silvestro in Capite en el consistorio del 16 de diciembre de 1929. Lavitrano, quien alguna vez reprendió a los católicos italianos por su negligencia religiosa, fue uno de los cardenales electores que participaron en el cónclave papal de 1939 que elegido al Papa Pio XII. Tras dimitir como arzobispo de Palermo en diciembre de 1944, fue nombrado Prefecto de la Sagrada Congregación de Religiosos de la Curia Romana el 14 de mayo de 1945. La dimisión de Lavitrano fue inesperada, y se considera que dimitió por su supuesta simpatía por los fascistas: votó para el Partido Nacional Fascista en las elecciones generales italianas de 1929—se volvió impopular.
El  cardenal Lavitrano escribió la carta Brevis sane (13 de agosto de 1946) una Carta o Decreto de alabanza del fin del Opus Dei, a la espera de que más adelante éste obtuviera el Decretum laudis.
Lavitrano murió en Castelgandolfo, a los 76 años. Está enterrado en la basílica de Santa Maria di Loreto en su Forio natal.